# Cayo

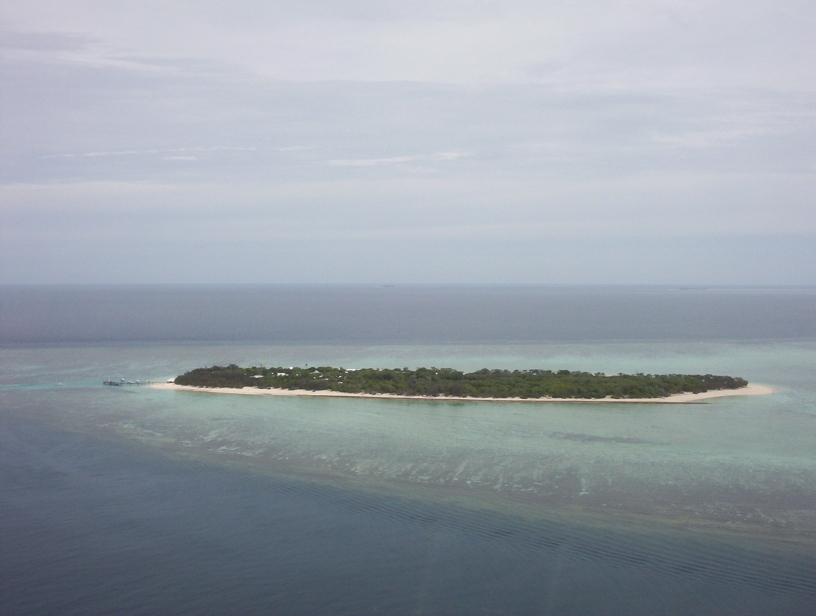
Heron Island, Australia

Un cayo es una pequeña isla con una playa de baja profundidad, formada en la superficie de un arrecife de coral.
Los cayos por lo general se encuentran en ambientes tropicales de los océanos Pacífico, Atlántico e Índico (incluidos el mar Caribe, la Gran barrera de coral y el arrecife de barrera de Belice), donde pueden proporcionar tierra habitable y agrícola para cientos de miles de personas. Sus ecosistemas de arrecifes que lo rodean también proporcionan alimentos y materiales de construcción para los habitantes de la isla. Un inconveniente habitual en estas superficies terrestres es la falta de agua potable.
Al conjunto de cayos se le llama cayería. Algunos de ellos pueden ser de considerable extensión territorial, como es el caso del cayo Coco (aproximadamente 370 km²), al norte de la isla de Cuba, que constituye así la cuarta mayor isla del archipiélago cubano, después de la isla de Cuba y de la isla de Pinos o isla de la Juventud y del cayo Romano (vecino a cayo Coco).

## Formación y estabilidad

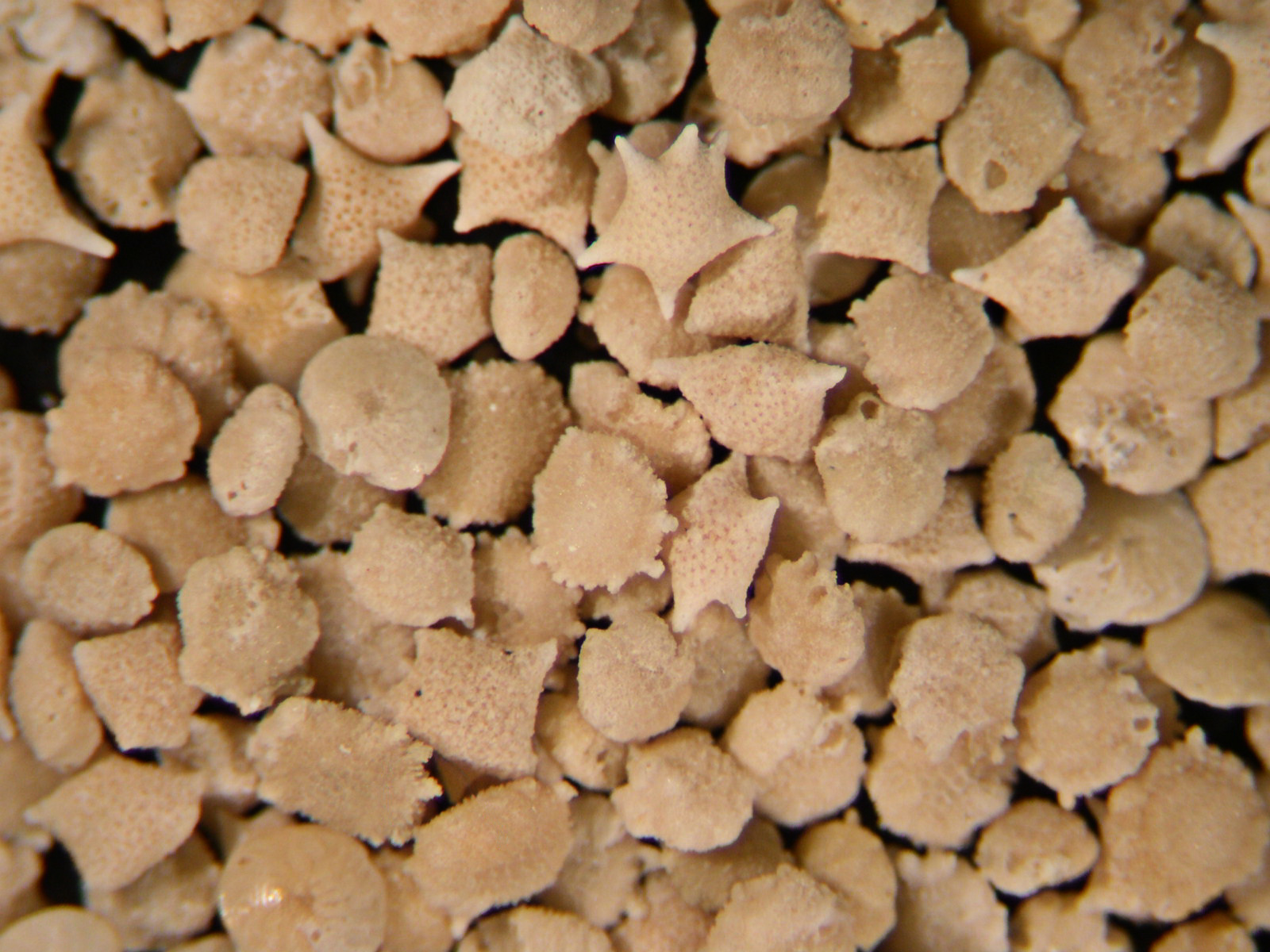
Sabbia corallina al microscopio.

Un cayo se forma cuando las corrientes oceánicas transportan sedimento suelto a través de la superficie de un arrecife hacia un nodo de depósitos, lugar donde la corriente disminuye o converge con otra corriente, liberando su carga de sedimentos. Poco a poco, las capas de la acumulación de sedimentos son depositadas en la superficie del arrecife.
Estos nodos se producen en áreas de superficies de arrecifes en barlovento o sotavento, aunque a veces surgen alrededor de un afloramiento de un antiguo arrecife emergente o en una playa rocosa.
La isla que resulta de la acumulación de sedimentos se compone casi enteramente de sedimento biogénico –restos de esqueletos de plantas y animales– de los ecosistemas de arrecifes circundantes. Si los sedimentos acumulados son predominantemente arena, la isla se llama "cayo", y si son predominantemente de grava, la isla se llama "islote".
Los sedimentos de un cayo están compuestos principalmente de carbonato de calcio (CaCO3), aragonito, calcita y calcita magnésica. Estos son producidos por diversas plantas (por ejemplo, algas coralinas y especies del alga verde Halimeda) y animales (por ejemplo, el coral, moluscos o foraminíferos). Suelen encontrarse pequeñas cantidades de silicato de sedimento también aportado por esponjas de mar y otros animales similares. Con el tiempo, el suelo y la vegetación se pueden desarrollar en la superficie de un cayo, asistidos por el depósito del guano de las aves marinas.

## Desarrollo y estabilidad
Una gama de influencias físicas, biológicas y químicas determinan el desarrollo en curso o la erosión del entorno de los cayos. Estas influencias son: la extensión de acumulaciones de arrecifes de arena superficiales, los cambios en las olas del mar, las corrientes, las mareas, los niveles del mar y las condiciones meteorológicas, la forma del arrecife subyacente, los tipos y abundancia de la biota carbonato de producción y otros organismos, tales como aglutinantes, bioerosionadores y bioturbadores (criaturas que se unen, erosionan y mezclan sedimentos) que viven en los alrededores de los ecosistemas de arrecifes.
Los cambios significativos en los cayos y sus ecosistemas circundantes pueden ser resultado de fenómenos naturales como el Fenómeno del Niño o los severos ciclos del Fenómeno del Enos. Además, los ciclones tropicales pueden ayudar a construir o destruir estas islas.
Hay un gran debate y preocupación por la estabilidad futura de los cayos frente a las crecientes poblaciones humanas y las presiones sobre los ecosistemas de los arrecifes que las componen, así como las predicciones de cambios climáticos y el aumento del nivel del mar. A esto se suma que se desconoce con certeza cuántos años poseen los cayos en cuanto a su formación actual para tomar decisiones conservacionistas al respecto.
Para ello, es necesario entender el potencial de cambio en las fuentes de sedimentos para la creación de playas en los cayos, con vistas a determinar si el cambio del medio ambiente es un factor importante para predecir su estabilidad presente y futura. A pesar de ello, hay consenso en que estos ambientes insulares son muy complejos y algo frágiles a los elementos externos.

## Ecología
Los cayos suelen tener mayor variedad de insectos y reptiles que las islas normales.
La preservación del ambiente de los cayos se ve comprometida por el avance de los proyectos turísticos, que aprovechan la belleza de las playas, la riqueza de la vegetación y los excelentes sitios de buceo. Los cayos son reductos frágiles de flora y fauna, que deben ser respetados y cuidados. Así, en muchos proyectos se incentiva una interacción respetuosa con el ambiente, como son el buceo contemplativo y las excursiones ecológicas.

## Ejemplos de cayos
- El archipiélago de Cuba posee varios conjuntos de cayos, alrededor de la mayor de las islas, Cuba, y la plataforma insular. Los más importantes son el de Sabana-Camagüey y los Jardines del Rey, al norte y noreste de la isla de Cuba; el de Jardines o Jardinillos de la Reina, al sureste; el archipiélago de los Canarreos, vecino a la isla de Pinos o isla de la Juventud, al suroeste; y el archipiélago de los Colorados, al noroeste.

- Heron Island, un cayo de coral en el sur de la Gran Barrera de Coral en Australia.

- Warraber, isla en el centro del Estrecho de Torres (10 ° 12 'S, 142 ° 49' E), Australia, un pequeño "cayo de arena con vegetación" de acuerdo con los esquemas de clasificación de McLean y Stoddart (1978) y Hopley (1982). De dimensiones medianas (aproximadamente mide 750 m por 1500 m de ancho), esta isla se encuentra en la superficie de sotavento de un gran arrecife emergente de 11 km² de área de plataforma. Este cayo y el piso del arrecife que rodea son de origen del Holoceno, después de haberse formado a través de una plataforma antecedente del Pleistoceno.

- Los cayos de la Florida se componen principalmente de antiguos arrecifes de coral expuestos y camas de partículas de oolitos formadas detrás de los arrecifes. Algunos de los Cayos de la Florida, como Key Arena, son "cayos" como se define anteriormente.

- Otros cayos son Tobacco Caye, Dangriga, Belice Prickly Pear Cays, el gran archipiélago de las Bahamas y el archipiélago de San Andrés, Colombia .

- En Venezuela son muy famosos los cayos del Parque nacional Morrocoy en el estado Falcón.

- En Honduras son famosos los cayos en las Islas de la Bahía.